# Zoar (Neufundland und Labrador)
Zoar war eine Missionsstation der Herrnhuter Brüdergemeine (Moravian Church) in der kanadischen Provinz Neufundland und Labrador.

## Geschichte
Zoar wurde 1865 als Missionsstation und Handelsposten auf etwa halbem Weg zwischen den beiden älteren Stationen Nain (gegründet 1771) und Hoffenthal (gegründet 1782) errichtet. Nach einer amtlichen Visitation im Jahr 1888 wurde zunächst aus wirtschaftlichen Gründen der Handel auf der Station beendet, nach 1894 schließlich die gesamte Station von der Mission der Herrnhuter Brüdergemeine aufgegeben.
In Zoar kam 1877 der Maler Hermann Wirth zur Welt.